# Stiftskirche (Bonn)

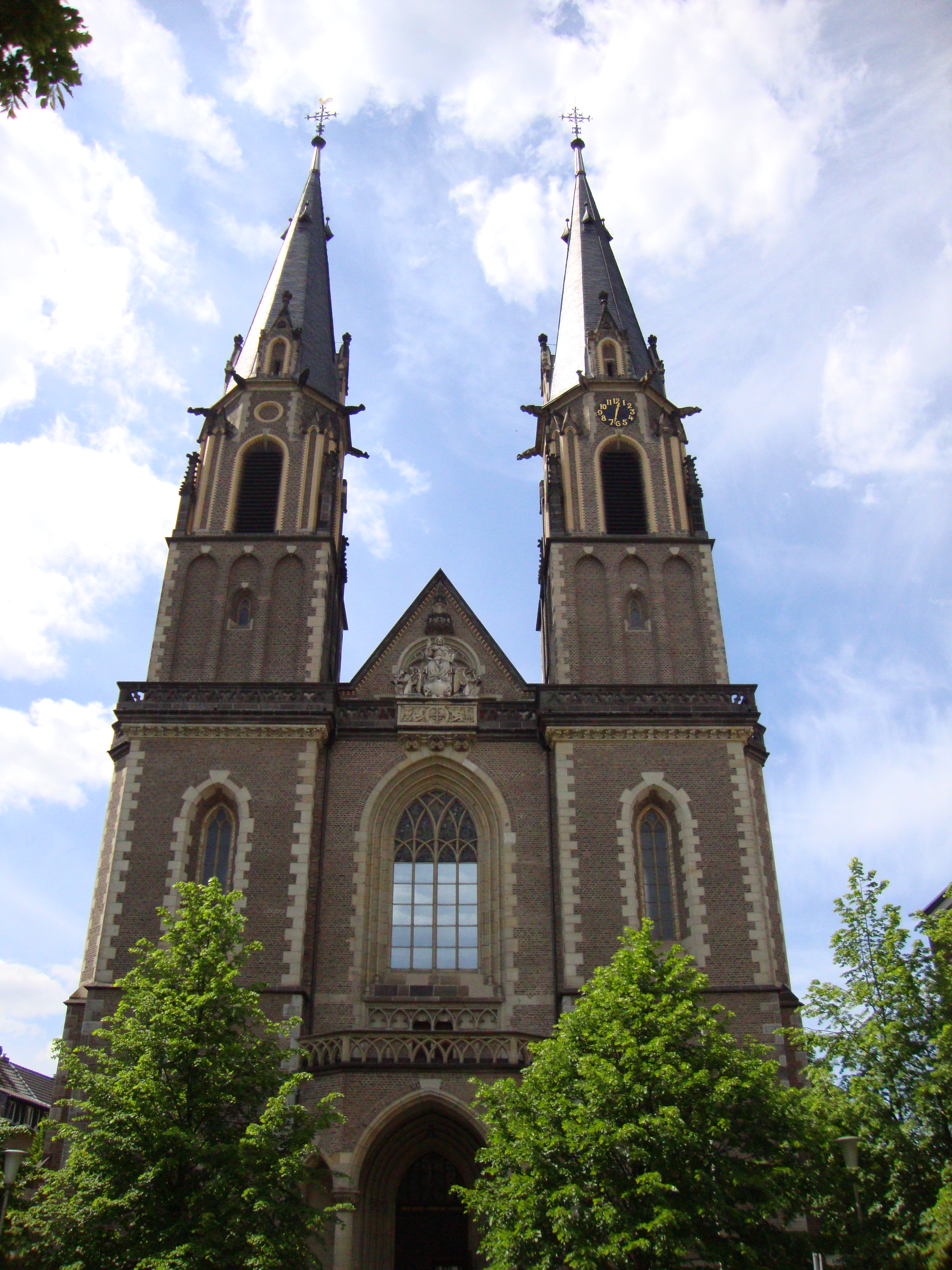
Stiftskirche St. Johann Baptist und Petrus (2010)

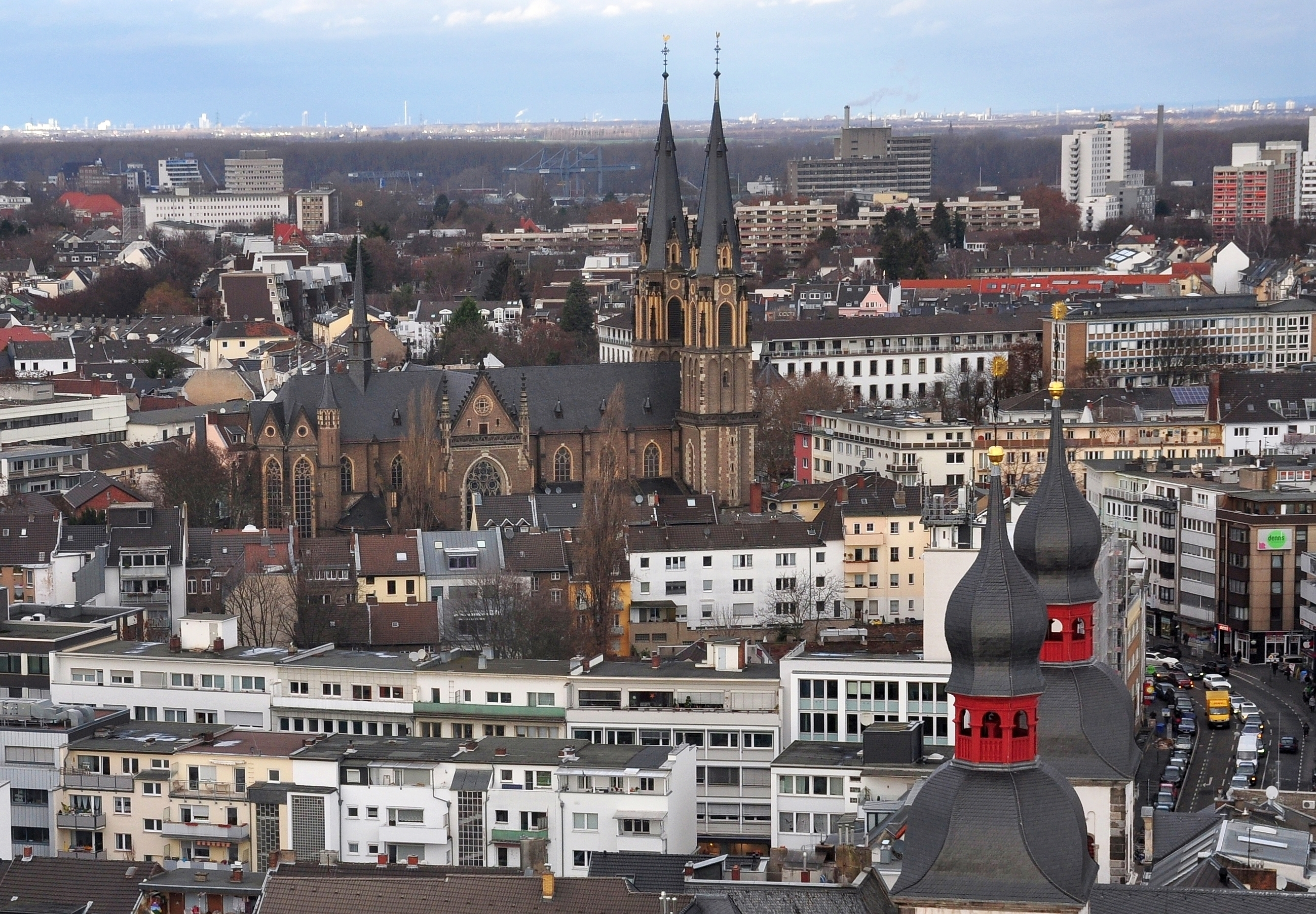
Stiftskirche, rechts Turmhauben der Namen-Jesu-Kirche (2018)

Die Stiftskirche ist eine römisch-katholische Pfarrkirche in Bonn, die den Namen St. Johann Baptist und Petrus trägt, lokal auch Kuhle Dom genannt, und von 1879 bis 1886 erbaut wurde. Sie liegt am Stiftsplatz an der Kölnstraße im Ortsteil Bonn-Zentrum und prägt das Bonner Stadtbild. Die Gemeinde der Pfarrkirche ist die älteste Bonner Kirchengemeinde. Ab Ende des 19. Jahrhunderts wurde aus ihrem Pfarrgebiet mehrere Gemeinden sukzessive ausgegründet. 2010 wurden die Ausgründungen rückgängig gemacht, seitdem trägt die Pfarrei den Namen St. Petrus Bonn-Mitte und hat rund 9000 Mitglieder. Das Kirchengebäude steht als Baudenkmal unter Denkmalschutz.

## Geschichte
Die heutige Pfarrkirche hat mehrere Vorgängerbauwerke, die bis auf spätrömische bzw. frühfränkische Zeit, vermutlich auf das 6. Jahrhundert, zurückgehen. Sie trugen wie die sie umgebende Siedlung den Namen „Dietkirche(n)“. Die 1971/72 ausgegrabenen Überreste dieser Urkirche – heute im Innenhof der Wohnanlage Graurheindorfer Straße/Am Römerkastell/Drususstraße – sind als archäologisches Denkmal ausgewiesen. Nach Entstehung des Bonner Münsters verlor die Dietkirche an Bedeutung. Ein zu dieser Kirche gehörender Benediktinerinnenkonvent ist ab 1015 nachgewiesen. Aus dem Konvent entwickelte sich im 15. Jahrhundert ein Damenstift, das Stift Dietkirchen (1802 aufgehoben). Um 1316/17 entstand ein Neubau der Kirche, der 1672/73 aus Verteidigungsgründen zerstört wurde. Die bereits zuvor aus Bonn vor der Pest aufs Land geflüchteten Stiftsdamen erhielten in der Stadt 1680 nach ihrer Rückkehr wieder eine feste Bleibe in einem Haus an der heutigen Stiftsgasse, an der sich auch der Hof Overstolz und die Kapelle St. Paul befanden, die ebenfalls dem Stift übertragen wurden. Anstelle dieser baufällig gewordenen Kapelle wurde am heutigen Standort der Stiftskirche St. Johann Baptist und Petrus 1729/30 ein Kirchenneubau als Pfarr- und Stiftskirche errichtet.

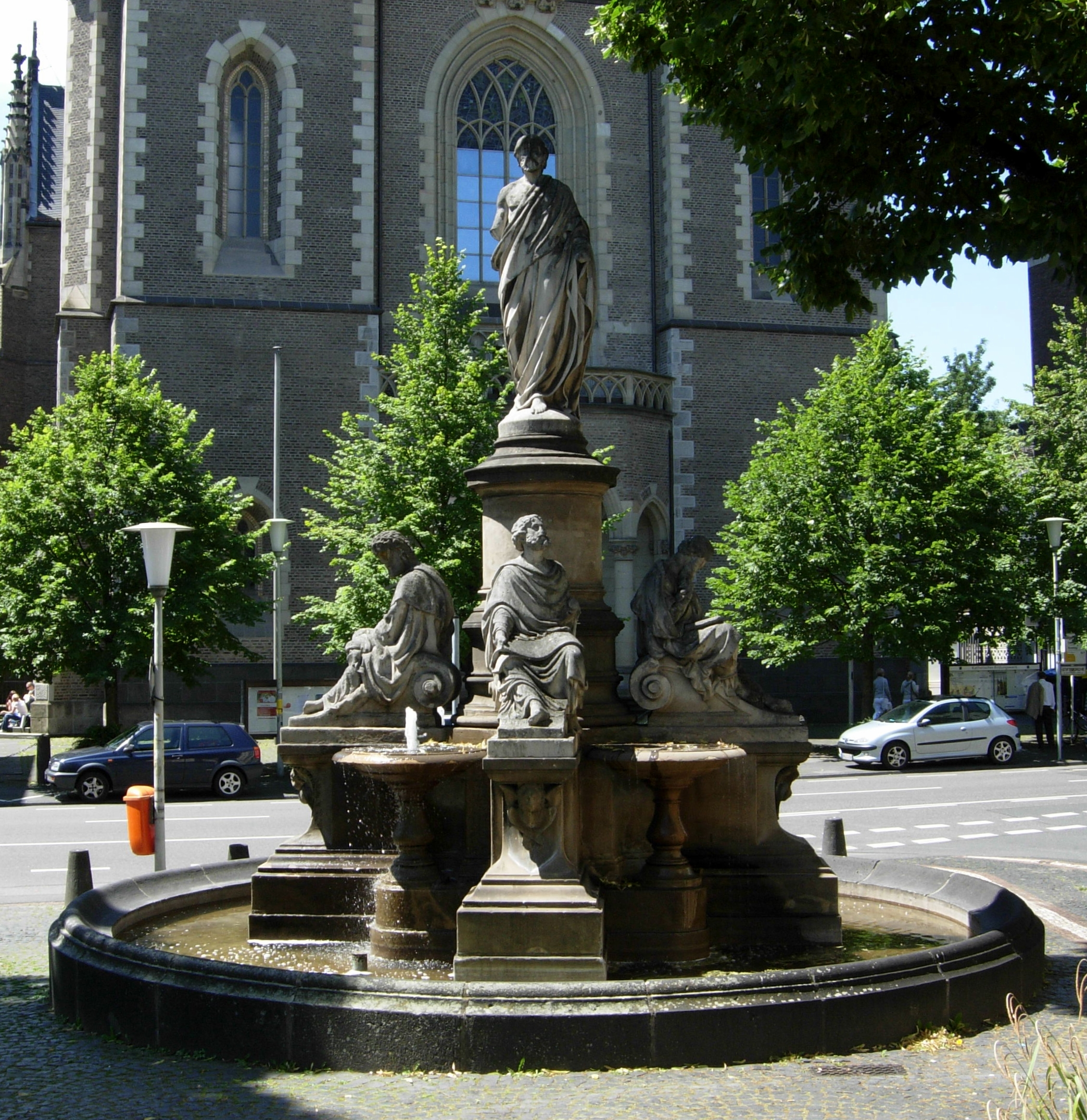
Christusbrunnen am Stiftsplatz vor der Kirche (2008)

Aus einer geplanten Erweiterung dieses Kirchenbaus gegen Ende des 19. Jahrhunderts entwickelte sich aufgrund seines schlechten baulichen Zustands ein kompletter Neubau. Von 1879 bis 1886 entstand dabei die heutige neugotische Pfarrkirche nach einem Entwurf von Heinrich Wiethase. Zunächst erfolgte die Erweiterung des später niedergelegten Altbaus, die ein dreischiffiges Langhaus sowie zwei quadratische Westtürme umfasste. Anschließend folgten an der Stelle des abgebrochenen Altbaus der Bau eines Querhauses, eines Chorjochs und dreier Apsiden in polygonaler Form. Die aus einem Doppelturm bestehende Fassade umfasst eine vorspringende Portalüberdachung, einen Söller, Spitzbogenfenster sowie ein Giebelmotiv.
Am Ende des Zweiten Weltkriegs wurde die Stiftskirche am 18. Oktober 1944 im alliierten Luftkrieg bei dem verheerendsten der Bombenangriffe auf Bonn durch in der Umgebung niedergegangene Sprengbomben und Minen schwer beschädigt, dabei brannte der Kapitelsaal bis zum ersten Obergeschoss aus. Von einem weiteren Bombenangriff am 6. Januar 1945 war das Mittelschiff betroffen, die Gewölbe zweier Joche sowie das der Vorhalle stürzten ein. Vollständig zerstört wurden die Orgel sowie ein Teil der Ausstattung. Der nachfolgende Wiederaufbau an Dächern, Mauerwerk und Strebewerk erfolgte im Wesentlichen bis 1964, weitere noch durch die Kriegsschäden bedingte Restaurierungen dauerten bis 1973 an.

## Ausstattung
Die Inneneinrichtung der Stiftskirche beinhaltet die sogenannte Dietkirchen-Madonna von 1320. Sie gilt als wertvollster Teil des Kirchenschatzes der heutigen Kirche. Die Skulptur der Madonna mit Kind ist aus Nussbaum- und Eichenholz gefertigt und weist noch Reste der ursprünglichen Fassung auf, wie sie für die „Kölner Meister“ jener Zeit charakteristisch war. Der Hauptaltar ist ein Flügelaltar, der nach einem Entwurf des Baumeisters Gerhard Franz Langenberg in der Werkstatt der Gebrüder J. A. Oor & Söhne in Roermond ausgeführt wurde. Die der hl. Maria und dem hl. Josef geweihten Seitenaltäre sind ein Werk des Kölner Bildhauers Jägers.
Das Taufbecken der ehemaligen Dietkirche wird in das Jahr 1290 datiert. Die große Orgel wurde 1956 von der Firma Johannes Klais Orgelbau erstellt und von 1990 bis 1993 mit der Kirche restauriert und erweitert.
Den Glasfenster-Zyklus schuf Hubert Berke im Jahr 1976.

### Orgeln
Die Stiftskirche besitzt zwei Orgeln. Beide sind aus dem ebenfalls in Bonn an der Kölnstraße ansässigen Hause Klais. Die Hauptorgel wurde 1956 gebaut. Sie ist auf der Empore aufgestellt und besitzt 45 Register auf drei Manualen und Pedal. Die Disposition ist wie folgt:
| I Rückpositiv C–g3 |              |        |
| 1.                 | Stillgedackt | 8′     |
| 2.                 | Quintadena   | 8′     |
| 3.                 | Praestant    | 4′     |
| 4.                 | Rohrflöte    | 4′     |
| 5.                 | Principal    | 2′     |
| 6.                 | Sifflöte     | 1 ⁄3′  |
| 7.                 | Scharff      | III-IV |
| 8.                 | Sesquialter  | II     |
| 9.                 | Krummhorn    | 8′     |

| II Hauptwerk C–g3 |               |       |
| 10.               | Gedacktpommer | 16′   |
| 11.               | Principal     | 8′    |
| 12.               | Rohrflöte     | 8′    |
| 13.               | Octav         | 4′    |
| 14.               | Koppelflöte   | 4′    |
| 15.               | Spitzquinte   | 2 ⁄3′ |
| 16.               | Superoctav    | 2′    |
| 17.               | Mixtur        | IV-V  |
| 18.               | Cornett       | V     |
| 19.               | Bombarde      | 16′   |
| 20.               | Trompete      | 8′    |

| III Schwellwerk C–g3 |                 |       |
| 21.                  | Holzflöte       | 8′    |
| 22.                  | Gambe           | 8′    |
| 23.                  | Vox coelestis   | 8′    |
| 24.                  | Principal       | 4′    |
| 25.                  | Singend Gedackt | 4′    |
| 26.                  | Quinte          | 2 ⁄3′ |
| 27.                  | Schwegel        | 2′    |
| 28.                  | Mixtur          | IV-V  |
| 29.                  | Septimcymbel    | III   |
| 30.                  | Fagott          | 16′   |
| 31.                  | Trompete        | 8′    |
| 32.                  | Clairon         | 4′    |

| Pedal C–f1 |                        |     |
| 33.        | Untersatz (C-H akust.) | 32′ |
| 34.        | Principalbass          | 16′ |
| 35.        | Subbass                | 16′ |
| 36.        | Zartbass               | 16′ |
| 37.        | Octavbass              | 8′  |
| 38.        | Gedacktbass            | 8′  |
| 39.        | Choralbass             | 4′  |
| 40.        | Bassflöte              | 4′  |
| 41.        | Nachthorn              | 2′  |
| 42.        | Hintersatz             | VI  |
| 43.        | Posaune                | 16′ |
| 44.        | Basstrompete           | 8′  |
| 45.        | Klarine                | 4′  |

- Koppeln: I/II, III/II, III/I, I/P, II/P, III/P
- Spielhilfen:

### Glocken
Nach der Säkularisation wurde die Kirche St. Gangolf abgerissen und ihre Glocken aufgeteilt. Eine 1756 von Martin Legros aus Malmedy gegossene Glocke gelangte in die Stiftskirche. Sie hängt im Dachreiter und wird zu Taufgottesdiensten geläutet.
Im Jahre 1888 goss die Glockengießerei Petit & Gebr. Edelbrock unter Rudolf Edelbrock das erste Geläut aus fünf Glocken mit den Namen Maria, Joseph, Johannes Baptista, Petrus und Paulus (Disposition h0–d1–e1–fis1–g1), von dem die Petrusglocke (fis1) den Ersten Weltkrieg überstanden hat. 1925 ergänzte die Glockengießerei Bachert aus Karlsruhe drei Glocken h0–d1–e1, die jedoch bald darauf im Zweiten Weltkrieg vernichtet wurden; die alte Legrosglocke von 1756 kam unversehrt zurück.
Im Jahre 1958 schuf die Saarburger Glockengießerei Mabilon ein neues fünfstimmiges Geläut. Die große Glocke hängt für sich im Nordturm mit der Turmuhr. Diese schlägt die Viertelstunden auf der dritten und die vollen Stunden auf der große Glocke. Zum Angelusläuten um 7, 12 und 19 Uhr wird die Petrusglocke verwendet. Überdies ist die gesamte Läuteordnung liturgisch sehr differenziert. Das Vollgeläut erklingt ausschließlich zum Hauptgottesdienst an den höchsten Festtagen und zu weiteren besonderen Anlässen.
| Glocke | Name (Funktion)                       | Durchmesser | Masse ≈ | Schlagton (HT-1⁄16) |
| ------ | ------------------------------------- | ----------- | ------- | ------------------- |
| 1      | Christus Rex (Festtags-/Sterbeglocke) | 1662 mm     | 2850 kg | h0 −1               |
| 2      | Maria (Sonntagsglocke)                | 1398 mm     | 1700 kg | d1 −1               |
| 3      | Johannes Baptista                     | 1242 mm     | 1150 kg | e1 −1               |
| 4      | Petrus (Angelusglocke)                | 1043 mm     | 0680 kg | g1 ±0               |
| 5      | Pius X. (Laudesglocke)                | 0931 mm     | 0480 kg | a1 ±0               |
| I      | Apollonia (Taufglocke)                | 0562 mm     | 0110 kg | f2                  |